# Thailändische Badmintonmeisterschaft 2013
Die Thailändische Badmintonmeisterschaft 2013 fand vom 28. August bis zum 1. September 2013 im Nimibutr Stadium in Bangkok statt.

## Medaillengewinner
| Disziplin    | Gold                                              | Silber                                     | Bronze                                      |
| ------------ | ------------------------------------------------- | ------------------------------------------ | ------------------------------------------- |
| Herreneinzel | Boonsak Ponsana                                   | Sitthikom Thammasin                        | Suppanyu Avihingsanon                       |
| Herreneinzel | Boonsak Ponsana                                   | Sitthikom Thammasin                        | Parinyawat Thongnuam                        |
| Dameneinzel  | Busanan Ongbumrungpan                             | Nitchaon Jindapol                          | Salakjit Ponsana                            |
| Dameneinzel  | Busanan Ongbumrungpan                             | Nitchaon Jindapol                          | Porntip Buranaprasertsuk                    |
| Herrendoppel | Suppanyu Avihingsanon Nipitphon Puangpuapech      | Patipat Chalardchaleam Wannawat Ampunsuwan | Sudket Prapakamol Pakkawat Vilailak         |
| Herrendoppel | Suppanyu Avihingsanon Nipitphon Puangpuapech      | Patipat Chalardchaleam Wannawat Ampunsuwan | Kritti Cholprasertsuk Samatcha Tovannakasem |
| Damendoppel  | Duanganong Aroonkesorn Kunchala Voravichitchaikul | Nitchaon Jindapol Rawinda Prajongjai       | Chayanit Chaladchalam Pathainmas Meanwong   |
| Damendoppel  | Duanganong Aroonkesorn Kunchala Voravichitchaikul | Nitchaon Jindapol Rawinda Prajongjai       | Artima Serithammarak Peeraya Munkitamorn    |
| Mixed        | Nipitphon Puangpuapech Sapsiree Taerattanachai    | Vasin Nilyoke Artima Serithammarak         | Sudket Prapakamol Duanganong Aroonkesorn    |
| Mixed        | Nipitphon Puangpuapech Sapsiree Taerattanachai    | Vasin Nilyoke Artima Serithammarak         | Thitipong Lapho Saralee Thungthongkam       |